# Hadena chloodes
Hadena chloodes är en fjärilsart som beskrevs av Hans Zerny 1916. Hadena chloodes ingår i släktet Hadena och familjen nattflyn. Inga underarter finns listade i Catalogue of Life.